# Sayonara monsieur Désespoir
 (novembre 2020).
La mise en forme du texte ne suit pas les recommandations de Wikipédia : il faut le « wikifier ».
Les points d'amélioration suivants sont les cas les plus fréquents. Le détail des points à revoir est peut-être précisé sur la page de discussion.
- Les titres sont pré-formatés par le logiciel. Ils ne sont ni en capitales, ni en gras.
- Le texte ne doit pas être écrit en capitales (les noms de famille non plus), ni en gras, ni en italique, ni en « petit »…
- Le gras n'est utilisé que pour surligner le titre de l'article dans l'introduction, une seule fois.
- L'italique est rarement utilisé : mots en langue étrangère, titres d'œuvres, noms de bateaux, etc.
- Les citations ne sont pas en italique mais en corps de texte normal. Elles sont entourées par des guillemets français : « et ».
- Les listes à puces sont à éviter, des paragraphes rédigés étant largement préférés. Les tableaux sont à réserver à la présentation de données structurées (résultats, etc.).
- Les appels de note de bas de page (petits chiffres en exposant, introduits par l'outil «  Source ») sont à placer entre la fin de phrase et le point final[comme ça].
- Les liens internes (vers d'autres articles de Wikipédia) sont à choisir avec parcimonie. Créez des liens vers des articles approfondissant le sujet. Les termes génériques sans rapport avec le sujet sont à éviter, ainsi que les répétitions de liens vers un même terme.
- Les liens externes sont à placer uniquement dans une section « Liens externes », à la fin de l'article. Ces liens sont à choisir avec parcimonie suivant les règles définies. Si un lien sert de source à l'article, son insertion dans le texte est à faire par les notes de bas de page.
- La présentation des références doit suivre les conventions bibliographiques. Il est recommandé d'utiliser les modèles {{Ouvrage}}, {{Chapitre}}, {{Article}}, {{Lien web}} et/ou {{Bibliographie}}. Le mode d'édition visuel peut mettre en forme automatiquement les références.
- Insérer une infobox (cadre d'informations à droite) n'est pas obligatoire pour parachever la mise en page.

Pour une aide détaillée, merci de consulter Aide:Wikification.
Si vous pensez que ces points ont été résolus, vous pouvez retirer ce bandeau et améliorer la mise en forme d'un autre article.
Sayonara monsieur Désespoir (さよなら絶望先生, Sayonara Zetsubō sensei, littéralement Au revoir, professeur désespoir) est un manga de Kōji Kumeta. Il est prépublié entre 2005 et 2012 dans le magazine Weekly Shōnen Magazine et compilé en un total de 30 tomes par l'éditeur Kōdansha. La version française est publiée par Pika Edition. 
Cette comédie raconte la vie d'un professeur qui envisage tous les aspects de la vie, de la langue et de la culture de la manière la plus négative possible. En 2007, le manga se voit décerner le 31e Prix du manga de son éditeur Kōdansha dans la catégorie shōnen, à égalité avec Dear Boys: Act 2 de Hiroki Yagami. 
Plusieurs adaptations en anime sous forme de séries télévisées et OVA sont diffusées entre 2007 et 2012.

## Trame
Sayonara M. Désespoir raconte la vie d'un professeur de lycée très pessimiste, Nozomu Itoshiki. En effet, la série commence sur une tentative de suicide de sa part : il essaie de se pendre à un cerisier. Malgré ses efforts, il est sauvé par une fille particulièrement optimiste appelée Kafuka Fuura (même si dans sa tentative elle l'a presque achevé). Elle lui explique que c'est impardonnable de se pendre un jour où il fait si beau, et devant de si beaux arbres. Elle décide de le surnommer le « vice-président rose » (桃色係長, Momoiro Kakarichō), et pour ce faire elle lui offre une compensation monétaire de 50 yen. En ayant assez de cette fille étrange, Nozomu se rend au lycée où il commence son cours, mais sa tentative de fuite est vaine, car il se trouve que Fuura Kafuka est l'une de ses étudiantes. Et ceci n'est que la pointe de l'iceberg, puisque chacun des étudiants et étudiantes de sa classe possède une personnalité particulièrement excentrique ou une étrange obsession, ce qui entraîne un lot de difficultés que le professeur à tendance suicidaire devra surmonter, en dépit de lui-même.
Chaque chapitre ou épisode de la série est centré sur un aspect particulier de la vie quotidienne, de la culture japonaise ou d'une expression de la langue japonaise. Généralement, le sujet impliqué est poussé à l'extrême (une discussion sur l'« amakudari », le fait de « descendre » du secteur public vers le privé, résulte en Nozomu « descendant » jusqu'à ce qu'il se rende à une vie antérieure), ou pris au sens littéral (dans la famille de Nozomu, l'« omiai », normalement une rencontre entre un parti potentiel pour un mariage organisé, est transformé en un événement où un mariage est conclu lorsqu'un contact visuel est établi entre deux personnes). Souvent, Nozomu présente à ses étudiants son point de vue pessimiste sur un aspect de la vie habituellement considéré comme positif. Ces analyses, poussées autant que non conventionnelles (où ses étudiants rajoutent leurs points de vue et réactions, ces dernières étant normalement à la fois uniques et particulières) culmine généralement avec un gag final lié au sujet abordé, ou plus rarement, sur une fin absurde et hors-sujet ou un moment de fan service.
Alors qu'il est assez apparent que la série se déroule dans la période contemporaine, l'on retrouve aussi quantité d'aspects visuels évoquant plutôt l'ère Taishō, une époque aux mœurs relativement libérales avant que le nationalisme poussé à l'extrême et le militarisme prennent d'assaut le Japon. La plupart de ces aspects s'inspirent de l'ambiance sociale, de la littérature japonaise et du renouveau artistique de l'ère Taishō. L'un des exemples les plus proéminents est donné par Nozomu et Matoi : ils portent presque toujours respectivement un hakama (un uniforme d'école japonais qui était porté vers la fin du XVIIIe siècle) et un kimono, mais l'on peut aussi observer une grande variété de ces choix stylistique à travers l'architecture, les véhicules et les technologies retrouvés dans la série. Chaque titre de chapitre fait référence à une œuvre littéraire et chaque chapitre comporte une page titre portant une ressemblance marquée aux cartes karuta, assortie d'une silhouette de style kiri-e. L'anime poursuit dans la même direction en employant parfois un style vieillot et suranné, dans la même veine qu'un film en format pellicule, de même qu'en utilisant les katakana (plutôt que les hiragana) en tant qu'okurigana. De plus, toujours dans l'anime, la date est souvent donnée comme si l'empereur Hirohito était toujours vivant, par exemple, l'an 20 de l'ère Heisei (la vingtième année du règne de l'empereur Akihito, ou 2008 selon le calendrier grégorien) devient l'an 83 de l'ère Showa.

## Personnages
La plupart des noms des personnages dérivent de mots japonais à prononciation ou écriture similaire ; ces mots décrivent le caractère de chacun.

### Principaux
Nozomu Itoshiki (糸色 望, Itoshiki Nozomu)/« Monsieur Désespoir » (絶望先生, Zetsubō sensei)
Voix japonaise : Hiroshi Kamiya
Le personnage principal et quatrième fils de la famille Itoshiki, professeur de lycée aux cheveux mi-longs, habillé en toute circonstance d'un hakama, de son koshita et chaussé de zōri. Quand son nom est écrit dans le sens japonais habituel (horizontalement et sans espace), il est similaire au mot zetsubō (絶望, désespoir), ce qui va avec son caractère paranoïaque, pessimiste, dépressif et suicidaire. Ses opinions sur le monde moderne et ses dérives sont le plus souvent acerbes et tranchées. Sa réplique récurrente, qu'il déclame (souvent avec dramaturgie) envers ce qui provoque son mal-être et souligne le surnom dont Kafuka Fūra l'a affublé, est généralement « Je suis au désespoir ! [...] m'a/ont conduit au désespoir ! » (絶望した！⋯⋯「何々」絶望した！, Zetsubō shita!... [nani nani] zetsubō shita!).

### Classe 2-H
La classe des cas difficiles dont Nozomu Itoshiki est le professeur titulaire. Le nom de la plupart des élèves est inspiré d'une problématique sociale controversée au Japon.

#### Étudiantes

##### Étudiantes principales
Également appelées dans un contexte extradiégétique les « Filles Désespoir » (絶望少女, Zetsubou Shoujo‑tachi), collectif musical imaginaire de leurs seiyū respectives interprétant (en tant que personnages) pour les génériques et certaines musiques de l'adaptation animée.
Maria Tarō Sekiutsu (関内・マリア・太郎, Sekiutsu Maria Tarō)/« Matarō » (マ太郎)
Voix japonaise : Miyuki Sawashiro
Numéro d'élève : 11
Une immigrante clandestine constamment enjouée, adepte de récupération et qui aime son pays d'accueil. Elle a acheté l'acte de naissance et le numéro d'un étudiant, et va au lycée sous son nom. Elle se promène constamment pieds nus et ne porte généralement pas de sous-vêtements. Ses airs d'enfant sauvage et son côté attachant la rendent automatiquement adorable auprès des autres et leur donnent envie de prendre soin d'elle. Sekiutsu Tarō vient de seki-uttaro (籍売ったろう, « tu as vendu ton propre nom »). Quant à son surnom, il fait référence au manga Matarō ga Kuru!! de Fujiko Fujio.
« Kafuka Fūra » (風浦 可符香, Fūra Kafuka)
Voix japonaise : Ai Nonaka
Numéro d'élève : 14
Une étudiante atteinte de suroptimisme : elle voit la vie de la manière la plus positive possible, quitte à nier la réalité, inventer des explications complètement absurdes et adopter des comportements à risque pouvant engendrer des catastrophes pour les autres. Elle est à l'opposé du professeur Itoshiki, qui est souvent la victime des évènements qu'elle provoque. Certains détails la concernant laissent entendre que son positivisme irrationnel ne serait pas dû à une naïveté excessive, mais serait un phénomène de compensation de son inconscient afin de supporter les séquelles d'une vie traumatisante dans un milieu familial difficile. Ses explications pour les choses négatives tiennent de l'euphémisme : par exemple, elle appelle le suicide par pendaison « essayer de devenir plus grand » et le harcèlement « amour profond ». Kafuka Fūra n'est qu'un pseudonyme dérivant de la transcription en japonais pour Franz Kafka, écrivain dont le style d'univers cauchemardesque, aliénant et oppressant à l'absurde a donné son nom au néologisme qualifiant ce genre d'absurdité oppressante (« kafkaïen » ; en japonais, kafukateki). Son nom provient également du livre Kafka sur le rivage de Haruki Murakami.
Meru Otonashi (音無 芽留, Otonashi Meru)
Voix japonaise : Chiwa Saito (épisode 6 de Zoku Sayonara Zetsubō Sensei, et Zan Sayonara Zetsubou Sensei ; sa doubleuse change régulièrement au fil des épisodes et est nommée dans les crédits par une suite de caractères incompréhensibles)
Numéro d'élève : 17
Une fille qui ne communique qu'à travers des SMS insultants et ne se sépare jamais de son téléphone mobile. Elle est complexée par sa voix à cause de la remarque faite dans le passé par un ancien condisciple, ce qui l'a traumatisée au point d'en développer un blocage mental. Elle semble également complexer sur son absence de poitrine. Son nom de famille veut dire « silencieux » et son prénom, « qui a fini (de pousser/sa croissance) » ; ce dernier également un paronyme de mēru (メール), emprunt lexical de l'anglais mail (courrier ; correspondance écrite).
Ai Kaga (加賀 愛, Kaga Ai)
Voix japonaise : Saori Gotō
Numéro d'élève : 18
Une fille qui passe son temps à s'excuser pour tout et a un complexe de culpabilité, étant persuadée que tout ce qui peut arriver de négatif en sa présence, ou lorsqu'elle se sent concernée d'une façon ou d'une autre, est forcément de sa faute. Elle est également embarrassée par les goûts vestimentaires douteux de Kuniya Kino. Son nom, dans le sens de prononciation japonaise, est similaire à kagai (加害, nuisance).
Chiri Kitsu (木津 千里, Kitsu Chiri)
Voix japonaise :  Marina Inoue
Numéro d'élève : 20
Une étudiante conformiste et psychorigide atteinte d'un trouble obsessionnel lié à l'ordre et l'exactitude, qui ne supporte pas l’imprécision et voudrait que tout dans sa vie soit symétrique et égal. La raie de ses cheveux passe exactement au centre. Elle n'a pas été élue déléguée de la classe, mais est souvent considérée comme telle (au grand dam d'Usui) à cause de son comportement et de son caractère autoritaire. Derrière son besoin de reconnaissance et sa peur du rejet se tapit une tueuse en puissance qui peut se manifester à la moindre contrariété. Son nom dérive du mot kicchiri (きっちり, correctement).
Kaere/Kaede Kimura (木村 カエレ/楓, Kimura Kaere/Kaede)
Voix japonaise : Yū Kobayashi
Numéro d'élève : 21
Une « rapatriée » récemment rentrée au Japon depuis un pays inconnu, elle est atteinte de trouble dissociatif de l'identité à cause des trop grandes différences culturelles entre ses pays de naissance et d'accueil (phénomène qui rappelle le syndrome de Paris). Afin de gérer ce conflit intérieur, elle s'est créée deux personnalités distinctes : Kaede, la « femme japonaise type » gentille, prude et bien versée dans sa culture d'origine ; et Kaere, l'« étrangère stéréotypée » occidentalisée, caractérielle et ethnocentrique qui s'exhibe tout en menaçant de poursuites judiciaires à la moindre occasion. Le fait que sa culotte soit vue à outrance et pour des raisons totalement gratuites devient un élément comique récurrent. Son prénom vient de kaere (帰れ), l'impératif du verbe kaeru (帰る, retourner, partir) dont l'énonciation fait à l'occasion office de facteur déclencheur de son basculement de personnalité. On peut donc traduire littéralement son nom par « va-t’en/repars, Kimura ». Son nom vient également de Kaela Kimura, une chanteuse japonaise.
Abiru Kobushi (小節 あびる, Kobushi Abiru)
Voix japonaise : Yūko Gotō
Numéro d'élève : 22
Fétichiste des queues d'animaux, elle est constamment blessée parce qu'elle ne peut pas résister à l'envie de les tirer ; les gens pensent donc à cause de ses pansements et bandages qu'elle serait victime de violences domestiques. Son nom dérive de kobushi wo abiru (拳浴びる, volée de poings). Les iris de ses yeux sont de couleurs différentes.
Kiri Komori (小森 霧, Komori Kiri)
Voix japonaise : Asuka Tanii
Numéro d'élève : 23
Une hikikomori constamment enroulée dans un futon (ou équivalent selon la circonstance) et présentant des aspects de zashiki warashi. Après la visite chez elle du professeur Itoshiki, elle décide de vivre au lycée pour devenir une « hikikomori d'école ». La demeure de sa famille s'effondre à l'instant de son départ (le départ d'un zashiki warashi étant considéré comme un signe néfaste). Quand elle ne squatte pas l'école, elle habite aussi chez le professeur Itoshiki et passe du temps en compagnie de son neveu, Majiru. Son nom, qui lu à l'occidental ressemble à hikikomori, vient de komorikiri (籠もりきり, qui reste chez lui).
Matoi Tsunetsuki (常月 まとい, Tsunetsuki Matoi)
Voix japonaise : Asami Sanada
Numéro d'élève : 25
Une romantique qui harcèle et suit celui qu'elle aime : c'est une harceleuse monomaniaque. Elle a récemment changé de cible après la rupture de son ancien compagnon, Takashi, et est devenue obsédée par le professeur Itoshiki, lui causant des problèmes. Sa famille, habituée à son trouble, ne s'en formalise absolument pas. À partir de ce moment, elle adapte sa tenue à la sienne et le suit constamment comme son ombre au point d'apparaître dans son dos sans prévenir et ce, quelle que soit la situation, ce qui devient le sujet d'un effet comique récurrent : sa réponse systématique, lorsque le professeur Itoshiki constate qu'elle le suivait, est « Oui, toujours... » (ええ、ずっと。, Ee, zutto.). Son nom est un jeu de mots avec tsune ni tsukimatoi (常付きまとい, toujours en train de suivre).
Nami Hitō (日塔 奈美, Hitō Nami)
Voix japonaise : Ryōko Shintani
Numéro d'élève : 27
Une fille moyenne qui est plutôt sans histoire comparée à ses camarades de classe. Elle est donc constamment qualifiée de « normale » dans ce qu'elle est, dit ou fait, malgré le fait qu'elle déteste ça. Son nom vient de hitonami (人並み, normal, ordinaire).
Harumi Fujiyoshi (藤吉 晴美, Fujiyoshi Harumi)
Voix japonaise : Miyu Matsuki
Numéro d'élève : 28
Meganekko obsédée de yaoi et d'oreilles de chat. Contrairement aux idées reçues, elle est également meilleure en sport que tous ses camarades de classe réunis, au point que les clubs sportifs de l'école se l'arrachent pour la recruter, en vain puisqu'elle n'est pas intéressée. Son nom est un mélange de fujoshi (腐女子, « fille pourrie »), terme à la fois péjoratif et réapproprié pour désigner les amatrices féminines types de yaoi, et de Harumi, le nom du lieu où se tenait autrefois le Comic Market avant d'être déménagé.

##### Étudiantes secondaires
Manami Ōkusa (大草 麻菜実, Ōkusa Manami)
Voix japonaise : Kikuko Inoue
Numéro d'élève : 15
Mariée et femme au foyer en parallèle de ses cours, elle travaille également à plusieurs endroits pour assumer les dettes de son époux infidèle. Son nom vient de okusama-nami (奥様な身, égalité à la femme au foyer).
Kanako Ōura (大浦 可奈子, Ōura Kanako)
Voix japonaise : Ayahi Takagaki
Numéro d'élève : 16
Une fille très ouverte d'esprit mais un peu lente, tête en l'air et dans son monde, ne semblant pas toujours consciente de tout ce qu'il se passe autour d'elle. Sans-souci, elle laisse les autres s'exprimer ouvertement et accepte d'entendre de nouvelles idées. Son nom vient de ōraka na ko (大らかな子, fille au grand cœur).
Mayo Mitama (三珠 真夜, Mitama Mayo)
Voix japonaise : Asuka Tanii
Numéro d'élève : 31
Elle a l'air méchante donc tout le monde pense à cause des préjugés qu'elle ne l'est pas, mais en réalité… elle l'est vraiment. Elle aime jouer de sales tours aux autres. Son nom vient de mita mama yo (見たままよ, « ce qu'elle est, est exactement ce dont elle a l'air »).
Kotonon (ことのん, Kotonon)
Voix japonaise : Miyuki Sawashiro
Numéro d'élève : inconnu
Une idole du net. Dans la « vraie vie » elle est grosse et s'habille en gothic lolita, mais sur son site Internet, plein de photographies d'elle-même retouchées numériquement, elle est très populaire. Son nom est inspiré de la seiyū Kotono Mitsuishi.

#### Étudiants
Kagerō Usui (臼井 影郎, Usui Kagerō)
Voix japonaise : Yōji Ueda
Numéro d'élève : 3
Le délégué de la classe. C'est un binoclard qui perd ses cheveux et est quasiment toujours ignoré, au point d'en devenir parfois littéralement invisible. Son nom est un jeu de mots sur kaga ga usui (影が薄い, présence ignorée) ; usui fait aussi référence à son absence de cheveux.
Kuniya Kino (木野 国也, Kino Kuniya)
Voix japonaise : Takuma Terashima
Numéro d'élève : 8
L'un des membres du club de littérature, son nom est inspiré de celui de la chaîne de librairies Kinokuniya (紀伊國屋書店, Kinokuniya Shoten). Il est en concurrence avec Jun et lui lance souvent des défis, qu'il déteste perdre. Il montre de l'intérêt pour Ai Kaga et a un style vestimentaire extravagant qui exaspère sa camarade de classe.
Jun Kudō (久藤 准, Kudō Jun)
Voix japonaise : Takahiro Mizushima
Numéro d'élève : 9
Excellent conteur, son nom est inspiré de celui de la chaîne de librairies Junkudō (ジュンク堂書店, Junkudō Shoten) et du nom de son fondateur, Jun Kudō (工藤淳, Kudō Jun). Son talent pour raconter ou improviser des histoires est tel que ses auditeurs en ont généralement la larme à l'œil, quand bien même certaines de ces histoires sont supposées être des plaisanteries voire totalement absurdes.

### Famille Itoshiki
Cette famille possédant une riche entreprise est composée, en plus des parents, d'une fratrie de cinq enfants assistés d'un majordome. La majorité de la fratrie possède une garde-robe japonaise traditionnelle, et tous les membres masculins connus de la famille portent des lunettes.
Rin Itoshiki (糸色 倫, Itoshiki Rin)
Voix japonaise : Akiko Yajima
Numéro d'élève : 32 (répertoriée en tant que « Rin »)
Rin est la sœur cadette de Nozomu et fille unique de la famille Itoshiki, constamment habillée en kimono quand elle n'est pas à l'école. Incarnant la beauté et l'élégance de la femme japonaise traditionnelle type, elle prend un peu plus de place par la suite au point d'intégrer la classe de son frère comme élève et devient, à la place de Kaere, la touche de séduction féminine et de fantasmes apportés à but assumé aux spectateurs (posant systématiquement à chacune de ses introductions dans l'histoire en présentant son dos et sa chevelure, même quand la situation ne s'y prête pas). Quand il est écrit dans le sens japonais habituel, son nom ressemble à zetsurin (絶倫, inégalée), qui prend ici un caractère sexuel mais signifie également « chauffer à blanc » dans un sens argotique. Elle menace de mort tous ceux qui l'appellent ainsi.
Mikoto Itoshiki (糸色 命, Itoshiki Mikoto)
Voix japonaise : Hiroshi Kamiya
Mikoto est le troisième fils de la famille Itoshiki, médecin de l'Hôpital Itoshiki propre sur lui et qui est le seul de sa fratrie à être habillé à l'occidental et moderne (cheveux courts et blouse médicale sur une tenue de travail avec cravate). Bien qu'il soit compétent, à son grand dam les patients autour de lui sont tout de même un peu inquiets par superstition : quand il est écrit dans le sens japonais habituel, son nom ressemble à zetsumei (絶命, mort). Il déteste être appelé « Docteur Lamort » (絶命先生, Zetsumei sensei).
Kei Itoshiki (糸色 景, Itoshiki Kei)
Voix japonaise : Takehito Koyasu
Kei est le second fils de la famille Itoshiki, artiste peintre surréaliste égocentrique aux cheveux longs et barbu, sobre mais négligé dans son allure, habillé d'un samue et chaussé de geta. Il dit avoir une femme appelée Yuka (prénom qui signifie « le sol, le plancher » en japonais), mais elle n'est en réalité qu'une tache sur son mur. Quand il est écrit dans le sens japonais habituel, son nom ressemble à zekkei (絶景, paysage inégalé, scène pittoresque).
Majiru Itoshiki (糸色 交, Itoshiki Majiru)
Voix japonaise : Akiko Yajima
Majiru est le neveu de Nozomu, envoyé vivre avec lui parce que ses parents (l'aîné non révélé de la fratrie de Nozomu, et son épouse) l'avaient abandonné. Contrairement à sa personnalité, il ressemble à son oncle dans son allure et son accoutrement. Il est régulièrement traumatisé par les étudiantes de la classe 2-H et passe beaucoup de temps en compagnie de Komori Kiri, à qui il s'est attaché. Quand il est écrit dans le sens japonais habituel, son nom ressemble à zekkō (絶交, rupture, « faille dans une relation » ou « rupture permanente en amitié »).
Tokita (時田, Tokita)
Voix japonaise : Yōji Ueda
Tokita est le dévoué serviteur de la famille Itoshiki, souvent vu en compagnie de Rin. Accoutré comme le majordome occidental typique, le personnage est inspiré de Garrison Tokida (ギャリソン時田, Gyarison Tokida), de l'anime Muteki Kōjin Daitān 3.

### Tertiaires

#### «Obligés»
Les « Gimu » (「義務」, litt. « devoir » ; contextuellement, personnage [à la présence] « obligée/obligatoire ») en version originale, sont des personnages tertiaires — réels ou inventés — discrètement intégrés en arrière‑plan de chaque histoire et ce, quel que soit son sujet.
Le manchot empereur (うろペン, Uro-pen)
Mascotte stylisée et emblématique de la série qui apparaît à la moindre occasion, que ce soit en arrière-plan ou dans des éléments visuels. Sa tête ressemble à un dérivé fantaisiste du taijitu. Elle incarne la petite créature mignonne ou amusante qui est souvent intégrée à outrance dans les anime, généralement à but mercatique afin d'être vendue comme produit dérivé à destination des spectateurs les plus jeunes (ou des otaku les plus chevronnés). Son nom en japonais a plus d'un sens et peut se comprendre à partir du terme urōboe (うろ覚え, mémoire vague, « appris par cœur » ou encore « qui rappelle vaguement quelque chose ») ou de la forme volitive du verbe uru (売る, vendre), et de kōtei pengin (皇帝ペンギン, manchot empereur).
La cigogne (コウノトリ, Kōtonari)
Élément comique récurrent, elle apparaît régulièrement en arrière-plan dans le ciel, en train de transporter un bébé avec son bec (comme dans l'histoire inventée à destination des jeunes enfants pour éluder la question de la procréation) en émettant un bruit d'avion à réaction. Son allure ainsi que son nom en japonais désignent plus spécifiquement la cigogne orientale.
Le chien au bâtonnet (棒犬, Bō inu)
Élément comique récurrent, il apparaît régulièrement en arrière-plan et généralement de dos durant des scènes. Une personne malintentionnée (en fait, Mayo Mitama) s'amuse constamment à lui enfoncer un bâton dans l'anus, d'où son surnom.

#### Autres
Chie Arai (新井 智惠, Arai Chie)
Voix japonaise : Akiko Yajima
La psychologue et conseillère de l'école. Derrière son air tantôt professionnel, tantôt blasé face au professeur Itoshiki et les excentricités de sa classe titulaire, elle cache ses propres troubles personnels (par exemple, la partie intérieure de la porte d'entrée de son appartement est entièrement tapissée de gofu, des talismans de protection écrits sur papier). Certains éléments dans l’œuvre suggèrent qu'elle pourrait être une adepte de BDSM. Son nom, en kun'yomi kanji, est prononcé Niichie, comme le nom de famille de Friedrich Nietzsche en japonais.
Takashi (たかし)
Voix japonaise : Takahiro Mizushima
Ancien compagnon de Matoi Tsunetsuki. Il avait rompu avec elle à cause de son harcèlement incessant et refusait de la reprendre malgré son insistance, mais finit par regretter son absence après que Matoi se soit finalement détournée de lui pour fixer son obsession monomanique sur le professeur Itoshiki. Il réapparait parfois dans la salle de classe. Fan de Hitoshi Kusano. Sa couleur de cheveux est différente d'un support à l'autre (noire dans le manga, blonde dans l'anime). Écrit différemment (崇史), le prénom Takashi peut signifier « adoration, vénération ».
Ikkyū (一旧, Ikkyū)
Voix japonaise : Tomokazu Sugita
Il dit être un vieil ami (en fait, d'une seule journée) de Nozomu et, comme lui, aime les vieilles choses (d'où la signification de son nom : « une chose ancienne »). Il réapparaît régulièrement là où on ne l'attend pas, par exemple à l'entrée de la classe de Nozomu au détour d'un échange avec ses élèves en plein cours. Le personnage est une allusion explicite à l'anime homophone Ikkyū (一休さん, Ikkyū-san) (voir l'adaptation en bande dessinée).
Le père de Meru Otonashi (音無芽留の父親, Otonashi Meru no chichioya)
Voix japonaise : Mugihito
Père surprotecteur de Meru. Tapi dans l'ombre et jamais vraiment éloigné d'elle, il peut apparaître de nulle part pour attaquer aveuglément (sans réflexion ni discernement) quiconque aurait selon lui, blessé ou effrayé sa fille chérie.
Le père d'Abiru Kobushi (小節あびるの父親, Kobushi Abiru no chichioya)
Voix japonaise : Yūichi Nakamura
Père d'Abiru. Homme de famille et salarié apparemment ordinaire, il est cependant soupçonné (à tort) de violences domestiques répétées contre sa fille, à cause des blessures qu'elle s'inflige constamment.
Perry (ペリー, Perii)
Voix japonaise : Kenji Nomura
Type insolite et complètement déluré, en tenue de commodore du XIXe siècle et qui s'obstine à ouvrir tout ce qu'il peut, par la force si nécessaire et sans se soucier des conséquences. Il réapparaît occasionnellement dans des scènes. Le personnage fait explicitement allusion au commodore Matthew Perry et à l'arrivée expéditionnaire historique du 8 juillet 1853 de ses navires noirs au Japon, ce qui influencera la fin du sakoku.
L'ancien Tarō Sekiutsu (元・関内太郎, Moto-Sekiutsu Tarō)
Voix japonaise : Takahiro Mizushima
L'élève qui a vendu ses acte de naissance et numéro d'étudiant à Maria. Depuis qu'il a vendu son identité et son statut, il vit littéralement dans un carton, en caleçon et n'est plus identifiable, sa tête demeurant dissimulée dans l'ombre. Il sert d'élément comique occasionnel.

## Média

### Manga
Le manga Sayonara Monsieur Désespoir est écrit et dessiné par Kōji Kumeta. Il est prépublié entre le 27 avril 2005 et le 13 juin 2012 dans le magazine Weekly Shōnen Magazine. Le premier volume relié est publié par Kōdansha le 16 septembre 2005 et le trentième et dernier le 17 août 2012. La version française est publiée par Pika Édition depuis mars 2009.

### Série animée
La première saison de l'anime, produite au sein du studio Shaft avec une réalisation de Akiyuki Shinbo, est diffusée du 7 juillet au 23 septembre 2007.
La deuxième saison, Zoku Sayonara Zetsubō sensei, est annoncée en octobre 2007. Elle est diffusée du 5 janvier au 28 mars 2008.
Des épisodes OAD sont commercialisés entre octobre 2008 et février 2009 avec les éditions limitées des tomes du manga.
La troisième saison télévisée, Zan Sayonara Zetsubō sensei, est annoncée en avril 2009. Elle est diffusée du 4 juillet au 26 septembre 2009.
Une seconde série d'OAD est commercialisée entre novembre 2009 et février 2010.

#### Liste des épisodes
Première saison
Anthologie (première saison)
Seconde saison
Anthologie (seconde saison)
OAD/OVA (seconde saison)
Troisième saison
OAD/OVA (troisième saison)
Épisode spécial (troisième saison)

#### Musique

##### Génériques
Les chansons de la série animée sont pour l'essentiel interprétées par Kenji Ohtsuki avec/ou un groupe changeant parmi des seiyū des rôles féminins principaux, qui continuent à cette occasion de camper leur personnage respectif.
Certains membres masculins de l'équipe dont Hiroshi Kamiya (qui interprète lui-même le rôle principal) participent également, par exemple — pour ce dernier — dans le second générique de fin de la troisième saison.
L'auteur de l'œuvre, Kouji Kumeta, a écrit lui-même les paroles de trois chansons pour la série animée.

##### Bande originale
L'album de la bande originale de la première saison est sorti le 24 octobre 2007 au Japon.
Cette édition est (nonobstant les musiques de générique) composée et arrangée par Tomoki Hasegawa.
| Liste des titres | Liste des titres                                                              | Liste des titres | Liste des titres                      | Liste des titres | Liste des titres | Liste des titres | Liste des titres | Liste des titres | Liste des titres |
| No               | Titre                                                                         | Paroles          | Interprète                            | Durée            |                  |                  |                  |                  |                  |
| ---------------- | ----------------------------------------------------------------------------- | ---------------- | ------------------------------------- | ---------------- | ---------------- | ---------------- | ---------------- | ---------------- | ---------------- |
| 1.               | メインタイトル Main Title                                                     |                  |                                       | 2:39             |                  |                  |                  |                  |                  |
| 2.               | 桃色係長 Momoiro Kakarichou                                                   |                  |                                       | 1:59             |                  |                  |                  |                  |                  |
| 3.               | 糸色望 Itoshiki Nozomu                                                        |                  |                                       | 1:55             |                  |                  |                  |                  |                  |
| 4.               | 春、満開の桜の下で Haru, Mankai no Sakura no Shita de                         |                  |                                       | 1:28             |                  |                  |                  |                  |                  |
| 5.               | 桃色ガブリエル Momoiro Gabriel                                                |                  |                                       | 1:29             |                  |                  |                  |                  |                  |
| 6.               | 風浦可符香 Kafuka Fūra                                                        |                  |                                       | 3:18             |                  |                  |                  |                  |                  |
| 7.               | ポジティブシンキング Positive Thinking                                        |                  |                                       | 1:57             |                  |                  |                  |                  |                  |
| 8.               | ポロロッカ星の春 Pororoca‑sei no Haru                                         |                  |                                       | 1:40             |                  |                  |                  |                  |                  |
| 9.               | 暖かい陽射しの中で Atatakai Hizashi no Naka de                                |                  |                                       | 1:51             |                  |                  |                  |                  |                  |
| 10.              | 拝啓、絶望先生 Haikei, Zetsubou Sensei                                        |                  |                                       | 2:11             |                  |                  |                  |                  |                  |
| 11.              | 絶望戦隊 Zetsubou Sentai                                                      |                  |                                       | 1:06             |                  |                  |                  |                  |                  |
| 12.              | ヒジニモマケズ、ヒザニモマケズ Hiji ni mo Makezu, Hiza ni mo Makezu           |                  |                                       | 1:27             |                  |                  |                  |                  |                  |
| 13.              | 絶望のカーニバル Zetsubou no Carnival                                         |                  |                                       | 1:46             |                  |                  |                  |                  |                  |
| 14.              | 貧乏な日々 Binbouna Hibi                                                      |                  |                                       | 1:58             |                  |                  |                  |                  |                  |
| 15.              | 宿命的日陰者 Shukumeiteki Hikagemono                                          |                  |                                       | 2:14             |                  |                  |                  |                  |                  |
| 16.              | 大都会に絶望した！ Daitokai ni Zetsuboushita!                                 |                  |                                       | 2:20             |                  |                  |                  |                  |                  |
| 17.              | 罵詈雑言 Barizougon                                                           |                  |                                       | 1:56             |                  |                  |                  |                  |                  |
| 18.              | スキミングの恐怖 Skimming no Kyoufu                                           |                  |                                       | 1:18             |                  |                  |                  |                  |                  |
| 19.              | 夜露にまぎれて五寸釘 Yotsuyu ni Magirete Gosunkugi                            |                  |                                       | 2:04             |                  |                  |                  |                  |                  |
| 20.              | 百目蝋燭と形代人形 Hyakume Rousoku to Katashiro Ningyou                       |                  |                                       | 2:39             |                  |                  |                  |                  |                  |
| 21.              | ストーカー数珠つなぎ Stalker Juzutsunagi                                      |                  |                                       | 1:37             |                  |                  |                  |                  |                  |
| 22.              | メルメル、メルメル Merumeru, Merumeru                                         |                  |                                       | 2:01             |                  |                  |                  |                  |                  |
| 23.              | ウッタエルワヨ！ Uttaeru wayo!                                                |                  |                                       | 1:56             |                  |                  |                  |                  |                  |
| 24.              | 絶望のダブミックス Zetsubou no Dubmix                                         |                  |                                       | 1:49             |                  |                  |                  |                  |                  |
| 25.              | 虎の檻の中で Tora no Ori no Naka de                                           |                  |                                       | 2:35             |                  |                  |                  |                  |                  |
| 26.              | 絶望のエピタフ Zetsubou no Epitaph                                            |                  |                                       | 2:22             |                  |                  |                  |                  |                  |
| 27.              | ストーカーブギ Stalker Boogie                                                 |                  |                                       | 1:32             |                  |                  |                  |                  |                  |
| 28.              | 尻尾収集のタンゴ Shippo Shūshū no Tango                                       |                  |                                       | 2:12             |                  |                  |                  |                  |                  |
| 29.              | 窓辺の少女 Madobe no Shoujo                                                   |                  |                                       | 1:27             |                  |                  |                  |                  |                  |
| 30.              | 望郷のギター Boukyou no Guitar                                                |                  |                                       | 2:02             |                  |                  |                  |                  |                  |
| 31.              | 帰国子女 Kikoku Shijo                                                         |                  |                                       | 2:06             |                  |                  |                  |                  |                  |
| 32.              | 人として軸がぶれている(テレビサイズ) Hito toshite Jiku ga Bureteiru (TV SIZE) | Kenji Ohtsuki    | Kenji Ohtsuki & Zetsubou Shoujo‑tachi | 1:32             |                  |                  |                  |                  |                  |
| 33.              | 絶世美人(テレビサイズ) Zessei Bijin (TV SIZE)                                 | Natsumi Tadano   | Zetsubou Shoujo‑tachi                 | 1:33             |                  |                  |                  |                  |                  |
| 34.              | 強引 ni マイ Yeah~(テレビサイズ) Gouin ni Mai Yeah~ (TV SIZE)                 | Chokkyu Murano   | Zetsubou Shoujo‑tachi                 | 1:32             |                  |                  |                  |                  |                  |
| 65:31            |                                                                               |                  |                                       |                  |                  |                  |                  |                  |                  |

L'album de la bande originale de la seconde saison est sorti le 26 mars 2008 au Japon. Trois des chansons sont écrites par l'auteur de l'œuvre, Kouji Kumeta lui‑même.
Cette édition est (nonobstant quelques musiques dont celles de générique ainsi qu'une pièce des Scènes d'enfants de Robert Schumann) composée et arrangée par Tomoki Hasegawa.
| Liste des titres | Liste des titres                                               | Liste des titres | Liste des titres                                                            | Liste des titres | Liste des titres | Liste des titres | Liste des titres | Liste des titres | Liste des titres |
| No               | Titre                                                          | Paroles          | Interprète                                                                  | Durée            |                  |                  |                  |                  |                  |
| ---------------- | -------------------------------------------------------------- | ---------------- | --------------------------------------------------------------------------- | ---------------- | ---------------- | ---------------- | ---------------- | ---------------- | ---------------- |
| 1.               | 俗・メインテーマ Zoku Main Theme                               |                  |                                                                             | 2:50             |                  |                  |                  |                  |                  |
| 2.               | 絶望のメヌエット Zetsubou no Menuett                           |                  |                                                                             | 1:40             |                  |                  |                  |                  |                  |
| 3.               | 俗・メインテーマ 歌唱篇 Zoku Main Theme Kashou Hen             |                  |                                                                             | 2:51             |                  |                  |                  |                  |                  |
| 4.               | 舞踏会絶望篇 Butoukai Zetsubou Hen                             |                  |                                                                             | 1:19             |                  |                  |                  |                  |                  |
| 5.               | 気球旅行 Kikyū Ryokou                                          |                  |                                                                             | 2:25             |                  |                  |                  |                  |                  |
| 6.               | ピチカートの舞踏会 Pizzicato no Butoukai                       |                  |                                                                             | 1:18             |                  |                  |                  |                  |                  |
| 7.               | 絶望のメヌエット ヴァイオリン篇 Zetsubou no Menuett Violin Hen |                  |                                                                             | 1:42             |                  |                  |                  |                  |                  |
| 8.               | 効果音其の壱 Koukaon Sono 1                                    |                  |                                                                             | 0:12             |                  |                  |                  |                  |                  |
| 9.               | 鳩ピッピ Hato Pippi                                            |                  |                                                                             | 1:46             |                  |                  |                  |                  |                  |
| 10.              | 鳩ピッピ ハーモニカ篇 Hato Pippi Harmonica Hen                 |                  |                                                                             | 1:46             |                  |                  |                  |                  |                  |
| 11.              | 放課後の吹奏楽 Houkago no Suisougaku                           |                  |                                                                             | 1:58             |                  |                  |                  |                  |                  |
| 12.              | 郷愁のリコーダー Kyoushū no Recorder                           |                  |                                                                             | 2:20             |                  |                  |                  |                  |                  |
| 13.              | 郷愁のハーモニカ Kyoushū no Harmonica                          |                  |                                                                             | 2:21             |                  |                  |                  |                  |                  |
| 14.              | 絶望のスカビート Zetsubou no Ska Beat                          |                  |                                                                             | 2:20             |                  |                  |                  |                  |                  |
| 15.              | 絶望のクラブ系？ Zetsubou no Club‑kei?                         |                  |                                                                             | 2:39             |                  |                  |                  |                  |                  |
| 16.              | 絶望のドレッド Zetsubou no Dread                               |                  |                                                                             | 2:47             |                  |                  |                  |                  |                  |
| 17.              | 効果音其の弐 Koukaon Sono 2                                    |                  |                                                                             | 0:16             |                  |                  |                  |                  |                  |
| 18.              | 屯田兵のマーチ Tondenhei no March                              |                  |                                                                             | 3:16             |                  |                  |                  |                  |                  |
| 19.              | ほらっ！ホラー？ Hora! Horror?                                 |                  |                                                                             | 1:06             |                  |                  |                  |                  |                  |
| 20.              | 絶望の沈黙 Zetsubou no Chinmoku                                |                  |                                                                             | 2:17             |                  |                  |                  |                  |                  |
| 21.              | 絶望家の一族 Zetsubouka no Ichizoku                            |                  |                                                                             | 1:34             |                  |                  |                  |                  |                  |
| 22.              | 終焉へのボレロ Shūen he no Bolero                              |                  |                                                                             | 3:01             |                  |                  |                  |                  |                  |
| 23.              | 摩天楼25時 Matenrou 25‑ji                                      |                  |                                                                             | 1:58             |                  |                  |                  |                  |                  |
| 24.              | 俗・メインテーマ ヴォーカル篇 Zoku Main Theme Vocal Hen        |                  |                                                                             | 2:20             |                  |                  |                  |                  |                  |
| 25.              | 完璧艦隊の歌 Kanpeki Kantai no Uta                             | Natsumi Tadano   | Kanpeki Kantai Norikumiin (Hiroshi Kamiya, Takahiro Mizushima & Youji Ueda) | 1:17             |                  |                  |                  |                  |                  |
| 26.              | 絶望先生えかきうた Zetsubou Sensei Ekaki Uta                   | Kouji Kumeta     | Chiri Kitsu & Jun Kudou (Marina Inoue & Takahiro Mizushima)                 | 0:46             |                  |                  |                  |                  |                  |
| 27.              | 絶望音頭 Zetsubou Sensei Ondo                                  | Kouji Kumeta     | Nozomu Itoshiki (Hiroshi Kamiya)                                            | 1:19             |                  |                  |                  |                  |                  |
| 28.              | トロイメライ Träumerei (Robert Schumann)                       | Kouji Kumeta     | Kafuka Fūra (Ai Nonaka)                                                     | 2:26             |                  |                  |                  |                  |                  |
| 29.              | 空想ルンバ(テレビサイズ) Kūsou Rumba (TV SIZE)                 | Kenji Ohtsuki    | Kenji Ohtsuki & Zetsubou Shoujo‑tachi                                       | 1:33             |                  |                  |                  |                  |                  |
| 30.              | 恋路ロマネスク(テレビサイズ) Koiji Romanesque (TV SIZE)        | Chokkyu Murano   | Zetsubou Shoujo‑tachi                                                       | 1:34             |                  |                  |                  |                  |                  |
| 31.              | マリオネット(テレビサイズ) Marionette (TV SIZE)                | ROLLY            | ROLLY & Zetsubou Shoujo‑tachi                                               | 1:34             |                  |                  |                  |                  |                  |
| 32.              | オマモリ(テレビサイズ) Omamori (TV SIZE)                       | Natsumi Tadano   | Zetsubou Shoujo‑tachi                                                       | 1:32             |                  |                  |                  |                  |                  |
| 60:03            |                                                                |                  |                                                                             |                  |                  |                  |                  |                  |                  |

L'album de la bande originale de la troisième saison est sorti le 21 octobre 2009 au Japon.
Cette édition est (nonobstant trois des musiques de générique ainsi qu'une pièce des Scènes d'enfants de Robert Schumann) composée et arrangée par Tomoki Hasegawa.
| Liste des titres | Liste des titres                                                         | Liste des titres | Liste des titres                      | Liste des titres | Liste des titres | Liste des titres | Liste des titres | Liste des titres | Liste des titres |
| No               | Titre                                                                    | Paroles          | Interprète                            | Durée            |                  |                  |                  |                  |                  |
| ---------------- | ------------------------------------------------------------------------ | ---------------- | ------------------------------------- | ---------------- | ---------------- | ---------------- | ---------------- | ---------------- | ---------------- |
| 1.               | 懺・さよなら絶望先生メインテーマ Zan Sayonara Zetsubou Sensei Main Theme |                  |                                       | 3:02             |                  |                  |                  |                  |                  |
| 2.               | メインテーマ (歌唱篇) Main Theme (Kashou Hen)                            |                  |                                       | 2:52             |                  |                  |                  |                  |                  |
| 3.               | 懺・満開の桜の下で (其の壱) Zan Mankai no Sakura no Shita de (Sono Ichi) |                  |                                       | 2:46             |                  |                  |                  |                  |                  |
| 4.               | 懺・満開の桜の下で (其の弐) Zan Mankai no Sakura no Shita de (Sono Ni)   |                  |                                       |                  |                  |                  |                  |                  |                  |
| 5.               | 昼下がりのお散歩 Hirusagari no Osanpo                                    |                  |                                       | 1:29             |                  |                  |                  |                  |                  |
| 6.               | お買い物！ Okaimono!                                                     |                  |                                       | 1:44             |                  |                  |                  |                  |                  |
| 7.               | 海辺にて (ダンス篇) Umibe nite (Dance Hen)                               |                  |                                       | 1:34             |                  |                  |                  |                  |                  |
| 8.               | 海辺にて (ハワイ篇) Umibe nite (Hawaii Hen)                              |                  |                                       | 2:22             |                  |                  |                  |                  |                  |
| 9.               | 激しい火踊り (タヒチ篇) Hageshii Hiodori (Tahiti Hen)                    |                  |                                       | 1:33             |                  |                  |                  |                  |                  |
| 10.              | お祭り (其の壱) Omatsuri (Sono Ichi)                                     |                  |                                       | 1:23             |                  |                  |                  |                  |                  |
| 11.              | お祭り (其の弐) Omatsuri (Sono Ni)                                       |                  |                                       | 1:36             |                  |                  |                  |                  |                  |
| 12.              | それはキミツ Sore wa Kimitsu                                             |                  |                                       | 1:46             |                  |                  |                  |                  |                  |
| 13.              | 体育祭マーチ Taiikusai March                                             |                  |                                       | 1:30             |                  |                  |                  |                  |                  |
| 14.              | 冒険者 Boukensha                                                         |                  |                                       | 1:39             |                  |                  |                  |                  |                  |
| 15.              | 根性 忍耐 努力 Konjou Nintai Doryoku                                     |                  |                                       | 1:33             |                  |                  |                  |                  |                  |
| 16.              | 潜入地下組織 Sennyū Chika Soshiki                                        |                  |                                       | 1:11             |                  |                  |                  |                  |                  |
| 17.              | 巨悪に立ち向かえ Kyoaku ni Tachimukae                                    |                  |                                       | 1:21             |                  |                  |                  |                  |                  |
| 18.              | 奇妙な世界へ Kimyouna Sekai he                                           |                  |                                       | 1:32             |                  |                  |                  |                  |                  |
| 19.              | ウルトラZ Ultra Z                                                        |                  |                                       | 1:25             |                  |                  |                  |                  |                  |
| 20.              | ピアノソナタ第1番 Piano Sonata Dai‑1‑Ban                                 |                  |                                       | 1:33             |                  |                  |                  |                  |                  |
| 21.              | ピアノメヌエット Piano Menuett                                           |                  |                                       | 1:33             |                  |                  |                  |                  |                  |
| 22.              | ピアノ超絶技巧練習曲 Piano Chouzetsu Gikou Renshūkyoku                   |                  |                                       | 1:42             |                  |                  |                  |                  |                  |
| 23.              | トロイメライ Träumerei (Robert Schumann)                                 |                  |                                       | 3:08             |                  |                  |                  |                  |                  |
| 24.              | タンゴと私 Tango to Watashi                                              |                  |                                       | 1:53             |                  |                  |                  |                  |                  |
| 25.              | 月光のアナタ Gekkou no Anata                                             |                  |                                       | 2:21             |                  |                  |                  |                  |                  |
| 26.              | メインテーマ (ピアノソロ) Main Theme (Piano Solo)                        |                  |                                       | 3:02             |                  |                  |                  |                  |                  |
| 27.              | 懺・満開の桜の下で (其の三) Zan Mankai no Sakura no Shita de (Sono San)  |                  |                                       | 2:28             |                  |                  |                  |                  |                  |
| 28.              | 知らない街へ (ギター篇) Shiranai Machi he (Guitar Hen)                   |                  |                                       | 2:12             |                  |                  |                  |                  |                  |
| 29.              | 知らない街へ (尺八篇) Shiranai Machi he (Shakuhachi Hen)                 |                  |                                       | 2:11             |                  |                  |                  |                  |                  |
| 30.              | サイバー都市へ Cyber Toshi he                                            |                  |                                       | 1:52             |                  |                  |                  |                  |                  |
| 31.              | 林檎もぎれビーム！(テレビサイズ) Ringo Mogire Beam! (TV SIZE)            | Kenji Ohtsuki    | Kenji Ohtsuki & Zetsubou Shoujo‑tachi | 1:31             |                  |                  |                  |                  |                  |
| 32.              | 絶望レストラン(テレビサイズ) Zetsubou Restaurant (TV SIZE)               | Natsumi Tadano   | Zetsubou Shoujo‑tachi                 | 1:32             |                  |                  |                  |                  |                  |
| 33.              | 暗闇心中相思相愛(テレビサイズ) Kurayami Shinjū Soushisouai (TV SIZE)     | Natsumi Tadano   | Nozomu Itoshiki (Hiroshi Kamiya)      | 1:31             |                  |                  |                  |                  |                  |
| 34.              | プライベイト・レッスン(テレビサイズ) Private Lesson (TV SIZE)            | Saori Codama     | Kaere Kimura (Yū Kobayashi)           | 1:31             |                  |                  |                  |                  |                  |
| 65:05            |                                                                          |                  |                                       |                  |                  |                  |                  |                  |                  |

### Autour de la série
- La date de première diffusion de cette série au pessimisme très assumé, a été ironiquement fixée à l'une des deux dates grégoriennes du Tanabata, le 7 juillet 2007 (ou 07/07/07), un samedi (septième jour de la semaine selon le système calendaire japonais) : au Japon, le nombre 7 est signe de chance pour de nombreuses raisons (Sept Divinités du Bonheur, septénaire bouddhiste, jeux...).
- En tant que série dont l'humour est beaucoup axé sur l'humour noir, l'autodérision, la satire, le pastiche, la parodie, l'humour de connivence et le brisement de quatrième mur, une multitude de références historiques, folkloriques et culturelles (bande dessinée, littérature, audiovisuel, animation, cinématographie, vidéoludique, médias...) parsème les histoires :
  - Certaines de ces génériques ainsi que de ces dernières, vont jusqu'à reprendre les codes et le style visuel d'une œuvre particulière (enchaînement anxiogène de séquences brèves en plan visage avant la phrase fétiche parodiant The SoulTaker, plans et mise en scène d'un meurtre tirés de Neon Genesis Evangelion, scène de duel nekketsu en arrière-plan avec des silhouettes en contre-jour et bruitages rappelant explicitement Goku et Vegeta dans Dragon Ball Z...) ou d'un genre spécifique (surréalisme, film de kaijū, super sentai, shoujo, drama, roman noir...) ;
  - Certains éléments emblématiques d'autres œuvres y sont ainsi intégrés brièvement (comme un scouter de l'univers de Dragon Ball parmi diverses sortes de lunettes) ou à fréquence répétée (par exemple, un verrou psyché ou encore le costume de Phoenix Wright, de la série de jeux vidéo Ace Attorney) ;
  - Elle comporte également des apparitions explicites (ou références indirectes) de figures célèbres, que ce soit le musicien attitré de la série Kenji Ohtsuki ou l'auteur et ses assistants eux-mêmes (en tant que personnages tertiaires ou par des montages photoréalistes), qu'elles soient historiques ou politiques (Matthew Perry, Vladimir Poutine...), folkloriques (le général Hiver, le père Noël...), liées à la culture populaire (Suiseiseki, Rei Ayanami, Miku Hatsune, Conan Edogawa, Light Yagami et Ryūk, Luke Skywalker et Darth Vader, les invités d'une fête d'Halloween déguisés en personnages d'anime...)...Amateur de Dragon Ball en cosplay portant un scouter sur l'oreille gauche.

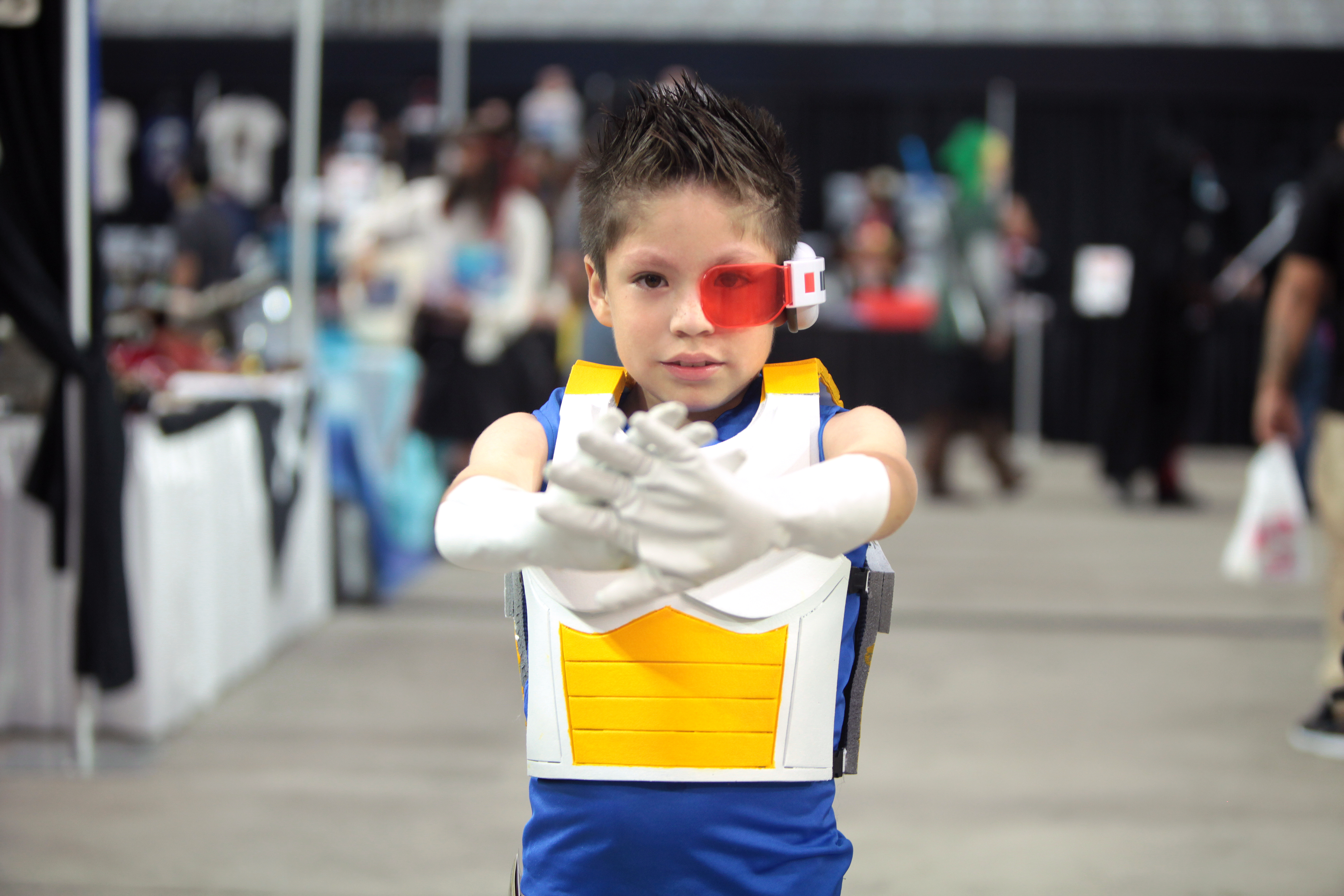
Amateur de Dragon Ball en cosplay portant un scouter sur l'oreille gauche.

  - Des messages, blagues et commentaires de l'auteur se retrouvent dans à peu près tous les éléments d'arrière-plan pouvant servir de support d'écriture (le tableau noir de la salle de classe, un papier fixé sur une surface, une affiche, un mur...) et changent d'un plan à l'autre ;
  - Au même titre, le véritable nom de l'école est une énigme source d'un élément comique récurrent : le nom indiqué sur le panneau à l'entrée de l'enceinte change constamment d'une histoire à l'autre. Il est parfois ironique et absurde, comme lorsqu'elle est nommée « École de magie et de sorcellerie de Poudlard ».